# خلدون الحسني الجزائري
خَلدون الحسَني الجزائري (1389- 1436 هـ / 1970- 2015 م) طبيب أسنان جرَّاح سوري، وفقيه مالكي مجاز بالفتوى في المذهب، ومقرئ حافظ جامع للقراءات العشر، وباحث في التاريخ والأنساب، وخبير في أنساب آل البيت خصوصًا وفي تاريخ جَدِّه الأمير عبد القادر الجزائري، له مؤلفات وبحوث مطبوعة ومخطوطة. وهو ابن العالم الفيزيائي الدكتور مكي الحسني الجزائري الأمين العام لمجمع اللغة العربية بدمشق. اعتقله نظام بشار الأسد عام 2008، وأُفرج عنه بعد شهر تقريبًا. ثم في أحداث الثورة السورية اعتُقل مرَّة أُخرى في منتصف عام 2012، وبقي معتقلًا مُغيَّبًا إلى أن سقط نظام الرئيس بشار الأسد بتاريخ 8 ديسمبر 2024، وفُتحَت السجون وظهرت وثائقُ المعتقلين، وتبيَّن أنه توفي في سجن صيدنايا عام 2015.

## ولادته ونشأته
ولد الأمير أبو إدريس، محمد خَلْدُون بن محمَّد مكِّي، بن عبد المجيد، بن عبد الباقي، بن محمد السَّعيد (الأخ الأكبر للأمير عبد القادر الحسني الجزائري)، ابن السيِّد محيي الدين الحسَني الجزائري، في دمشق فجر يوم الجمعة 25 من شوَّال 1389هـ الموافق 2 يناير 1970م. وينتهي نسبه إلى المولى إدريس الثاني، ابن المولى إدريس الأول الأكبر، بن عبد الله المَحْض (الكامل)، بن الحسن المثنَّى، ابن الإمام الحسن السِّبْط، ابن أمير المؤمنين علي بن أبي طالب.
نشأ في بيت علم وصلاح واستقامة، في رعاية والده الدكتور بالفيزياء النووية مكِّي الحسني الجزائري الأمين العام لمجمع اللغة العربية بدمشق، ووالدته السيدة الشريفة هالة بنت عبد الحميد بن طاهر المُتوَلِّي العَلَمي الحَسَني. وتأثَّر كثيرًا بسلوك أبيه في إقباله على العلم والدأب فيه، وحرصه على الإتقان فيما يعمل، وفي صدق تديُّنه والتزامه العملي، وإخلاصه ووفائه. وكان أبوه يوجهه من طفولته للتمسُّك بآداب الإسلام وشرائعه، ويحضُّه على إتقان اللغة العربية لأنها لغة القرآن وهي التي تحفظ على المسلم دينه وهُويَّته. وتخرَّج بأبيه في العربية وانتفع به كثيرًا وبرسائله التي كان يُعدُّها في تقريب مسائل النحو واللغة. وقرأ على والده بعضَ الكتب العلمية الفيزيائية والرياضية والفلكية، إضافة إلى جميع بحوثه ومؤلَّفاته في اللغة العربية، وحصل منه على إجازة عامَّة، وإجازات خاصَّة في كلِّ ما قرأه عليه.
وانتفع في دراسة القرآن والفقه المالكي بعمِّه الشيخ عبد الرحمن بن عبد المجيد الحسني (1339- 1424هـ/ 1920- 2003م)، قرأ عليه القرآن الكريم بسنده إلى شيخ قرَّاء الشام أحمد الحلواني والشيخ محمود فايز الديرعطاني. وقرأ عليه كتبَ الفقه المالكي متونًا وشروحًا وغيرها، وأجازه بها، منها "الثمر الداني شرح رسالة ابن أبي زيد القَيرواني"، و"الكافي" لابن عبد البر القرطبي. ثم أجازه بالفتوى على المذهب المالكي. وممَّا قرأه عليه أيضًا بإسناده "الموطَّأ" للإمام مالك بن أنس، برواية يحيى بن يحيى الليثي، ثم برواية أبي مُصعَب الزهري. وبقي ملازمًا لعمِّه حتى وفاته.
تخصَّص خلدون في طبِّ الأسنان وجراحتها في كلية طب الأسنان بجامعة دمشق بتفوُّق، ونال منها شهادة الدكتوراه سنة 1993م.

## طلبه العلم

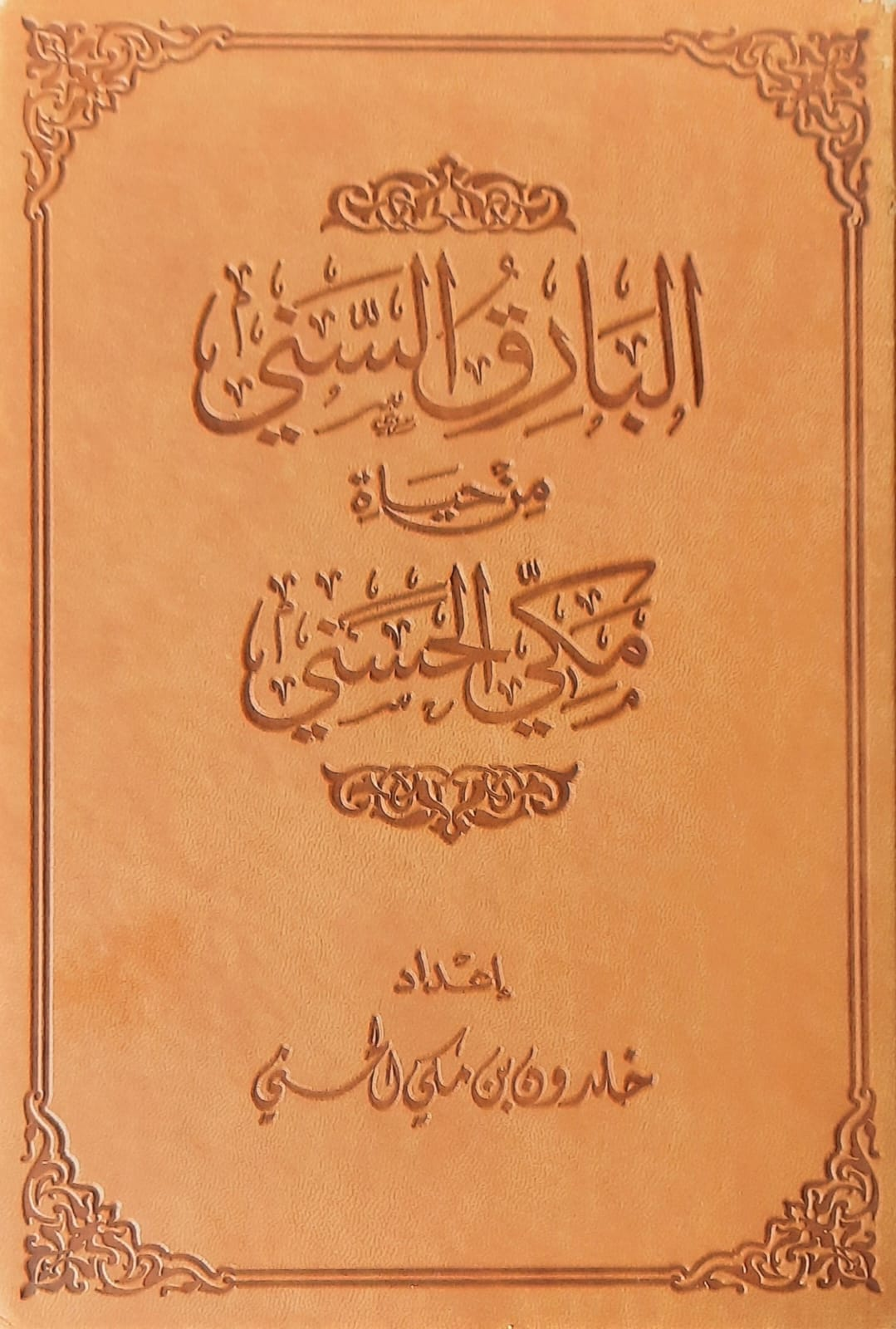

حفظ "مختصر صحيح مسلم" للمنذري وهو في الرابعة عشرة من عمره، ثم حفظ القرآن الكريم وجمع القراءات القرآنية العشر على الشيخ الصيدلاني والفقيه الحنفي محمود بن جمعة عُبَيد إمام جامع الروضة بدمشق بسنده إلى الشيخ عبد العزيز عيون السود. ولازمه سنوات وانتفع به.
درس الفقه الشافعي وتضلَّع به على يد عدد من العلماء، منهم الشيخ صادق حبنَّكة المَيداني، سمع منه شرح كتاب "كفاية الأخيار في حلِّ غاية الاختصار" لتقي الدين الحِصْني، وأجزاءً كثيرة من كتاب "إعانة الطالبين على حلِّ ألفاظ فتح المعين" لأبي بكر الدمياطي، إضافة إلى دروس في التفسير وغيره. والشيخ الدكتور مصطفى البُغا، حضر عليه شرح كتاب "المنهاج القويم بشرح مسائل التعليم (المقدِّمة الحَضْرَميَّة)" لابن حجر الهَيتَمِي، وكتاب "عُمدة السالك وعُدَّة الناسك" لابن النقيب الشافعي، وفصولًا من كتاب "السِّراج الوهَّاج في شرح متن المِنهاج" لمحمد الزهري الغَمْراوي، وقرأ عليه شيئًا من علم أصول الفقه. والشيخ محمد شقير في "الحواشي المدنيَّة على المقدِّمة الحَضْرَميَّة" لمحمد بن سليمان الكردي المدني، و"شرح مختصر الإحياء" لابن قدامة المقدسي. والشيخ عبد السلام القُصَيباتي حضر عليه شيئًا من كتاب "كفاية الأخيار" للحِصْني.
لزم شيخ قرَّاء الشام كريِّم راجح ومجالسه في تفسير القرآن سنوات طويلة، من عام 1989م، في جامع الحسن في حيِّ المَيدان، وحضر عليه في داره شرح بعض الحواشي الشافعيَّة، و"شرح ابن عقيل على الألفيَّة"، و"المحلَّى" لابن حزم بقراءة الشيخ، وصار من خواصِّ أصحابه المقرَّبين.
وتخرَّج في علوم الحديث ومصطلحه بالشيخ المحدِّث عبد القادر الأرناؤوط، فحضر دروسَه في "الباعث الحثيث شرح اختصار علوم الحديث لابن كثير" للشيخ أحمد محمد شاكر، و"قواعد التحديث" لجمال الدين القاسمي، وشيئًا من "فتح المغيث بشرح ألفية الحديث للعراقي" للحافظ السَّخاوي، وأجزاءً من كتاب "زاد المَعاد في هَدي خير العِباد" لابن قيِّم الجوزية، وله منه إجازة. مع المواظبة على حضور خُطَبه يوم الجمعة في جامع المحمَّدي بحيِّ المِزَّة قبل منعه من الخطابة. وربطته صلةٌ وثيقة بالشيخ، فكان من خاصَّة طلَّابه.
ثم أخذ عن الشيخ عبد المجيد بن سعد الأسود التونسي نزيل دمشق، على مدار سنوات طويلة، ولازمه ملازمة حثيثة، وأفاد منه ومن مكتبته الضخمة الغنيَّة بنوادر المصنَّفات، وله منه إجازة. وقرأ عليه المطوَّلات والشروح، منها: "إرشاد الساري في شرح صحيح البخاري" للقَسْطَلَّاني، و"إكمالُ إكمالِ المُعلِم بشرح صحيح مسلم" للأُبِّي المالكي، مع "مكمِّل إكمال الإكمال" للسنوسي [وهو جامع لكلِّ شروح صحيح مسلم: "المُعْلِم بفوائد مسلم" للمازِرِي، و"إكمال المُعْلِم" للقاضي عِياض، و"المُفْهِم لما أشكل من تلخيص كتاب مسلم" للقرطبي، و"المِنهاج في شرح صحيح مسلم بن الحَجَّاج" للنووي]، و"عَوْن المَعبُود على سُنَن أبي داود" للشيخ محمد شمس الحق العظيم آبادي، و"تُحفة الأَحْوَذِي بشرح جامع التِّرْمِذي" للشيخ عبد الرحمن المُبارَكْفُورِي، و"عارِضة الأَحْوَذِي على كتاب التِّرْمِذي" للقاضي ابن العربي المالكي، وأتمَّ عليه "كفاية الأخيار" للحِصْني بعد وفاة الشيخ القصيباتي، وكتاب "المهذَّب في فقه الإمام الشافعي" لأبي إسحاق الشِّيرازي، وأربعة أجزاء من كتاب "الأم" للإمام الشافعي، وجزء ونصف من "أعلام الموقِّعين عن ربِّ العالمين" لابن قيِّم الجَوزية، و"مقدِّمة ابن الصلاح" لابن الصلاح الشَّهْرُزُوري، و"بداية المُجتهِد ونهاية المُقتصِد" لابن رُشد الحفيد مع "الهداية في تخريج أحاديث البداية" لأبي الفيض أحمد بن الصدِّيق الغُماري تسعة مجلدات، و"مقاصد الشريعة" لمحمد الطاهر بن عاشور، وفصول كثيرة من كتاب "إرشاد الفحول إلى تحقيق الحقِّ من علم الأصول" للإمام الشَّوكاني، و"حاشية الصبَّان على شرح الأُشْمُوني على ألفية ابن مالك"، وكتاب "الكَفاف" في إعادة صَوغ قواعد اللغة العربية للعالم اللغوي يوسف الصيداوي، وغيرها.

## شيوخه وأساتذته
- مكي الحسني الجزائري (والده).

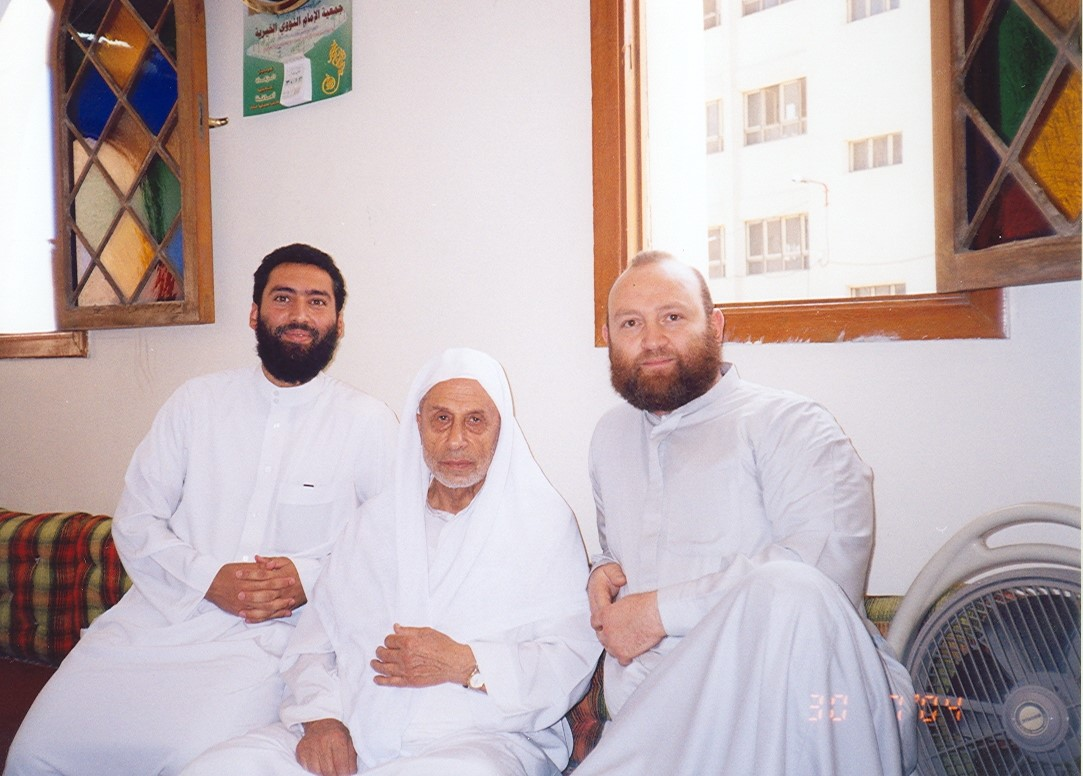
من اليمين: خلدون الحسني، وشيخ القرَّاء كريِّم راجح، وأيمن أحمد ذو الغنى

- عبد الرحمن الحسني الجزائري (عمُّه).
- محمود بن جُمعة عُبَيد.
- صادق حَبَنَّكة المَيداني.
- مصطفى ديب البغا.
- محمد شُقَير.
- عبد السلام قُصَيباتي.
- كريِّم راجح.
- عبد القادر الأرناؤوط.
- عبد المجيد الأسود.

## عمله ونشاطاته

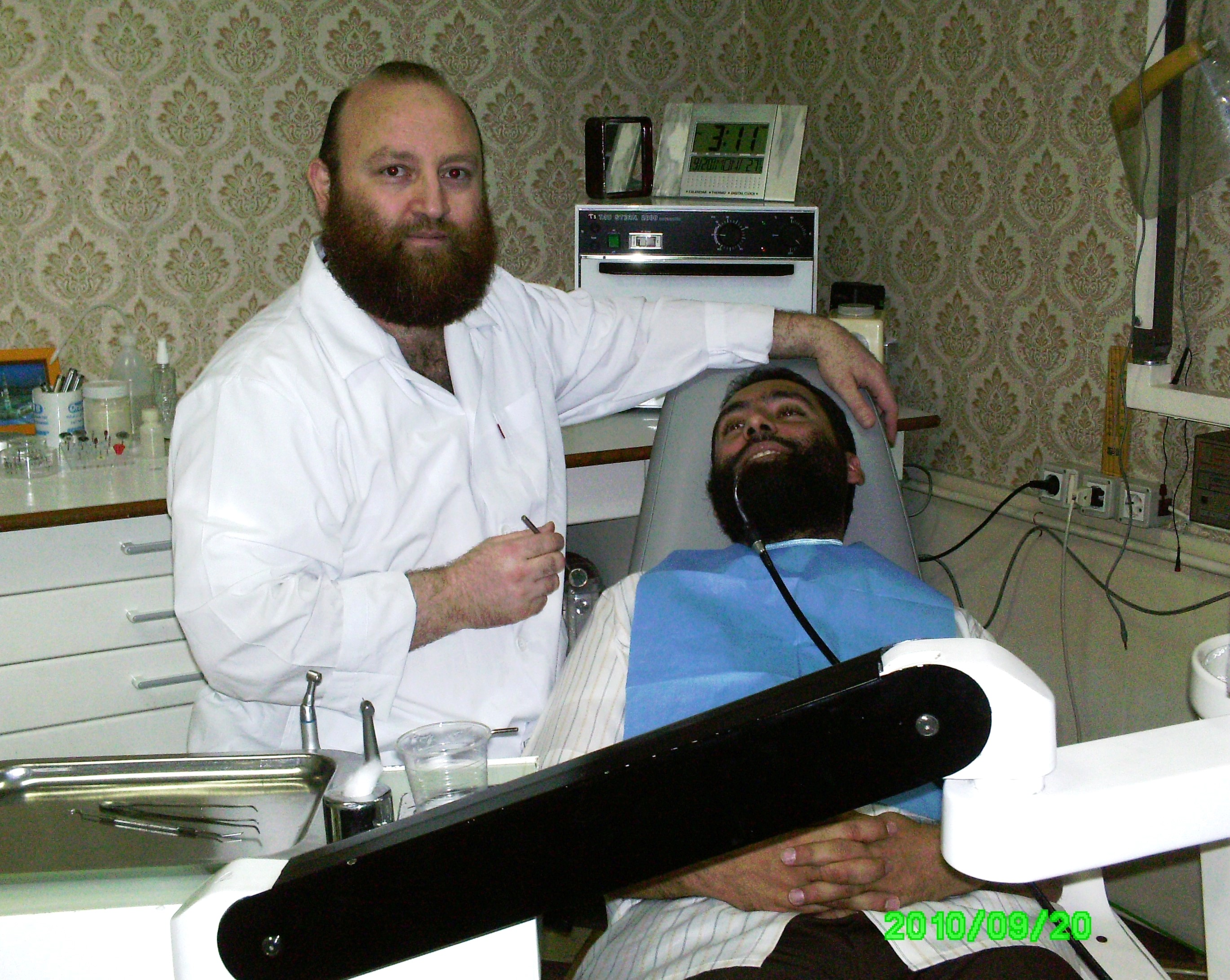
خلدون الحسني في عيادته بدمشق

عمل خلدون الحسني في طبِّ الأسنان وجراحتها بعيادته الخاصَّة، في حيِّ المَيدان بدمشق. ونشِطَ في الدعوة إلى الله وفي البحث العلمي والتحقيق في مسائل الشريعة والتاريخ والأنساب، وكتابة الردود على أهل الزيغ والباطل.
ناب عن والده في تمثيل أسرة الأمير عبد القادر الجزائري في كثير من المناسبات، منها احتفالية مؤسسة البابطين التي دعاه إلى حضورها الرئيس الجزائري عبد العزيز بوتفليقة شخصيًّا، وكانت في الجزائر العاصمة من 3- 6 شعبان 1421هـ الموافق 31 أكتوبر إلى 3 نوفمبر 2000م، وعنوانُها: (مؤتمر شعر أبي فراس الحَمْداني والأمير عبد القادر الجزائري)، وقدَّم فيها بحثًا في النقد الأدبي علَّق فيه على دراسة الدكتور وهب روميَّة (اللغة والصورة في شعر الأمير عبد القادر الجزائري).
استضافته قناة المستقلَّة الفضائية، في شهر مارس (آذار) عام 2008، ببرنامج (ملفَّات مغاربية): سيرة الأمير عبد القادر الجزائري. بلغ عشر حَلَقات، مع عدد من الباحثين والمتخصِّصين بتاريخ الجزائر؛ لتجلية حقائقَ تاريخية وعلمية عن جدِّه الأمير عبد القادر الجزائري. ونجح بمشاركته في تصحيح كثير من المفاهيم، وردِّ كثير من الشُّبهات المثارة على الأمير.
انتسب الدكتور خلدون لـ منتديات الجلفة على أنه أحدُ كبار شخصيَّات المنتدى، وشارك بمواضيعَ حصرية، منها 15 حَلْقة متسلسلة للردِّ على الشُّبهات المثارة حول جدِّه الأمير عبد القادر الجزائري، وكان موضوعه الحصري "الأمير عبد القادر الجزائري والحاج أحمد باي"، إضافة إلى موضوع "جهود الأمير عبد القادر الجزائري في نشر علوم الحديث وبعثها مجدَّدًا"، و"فتوى الأمير عبد القادر في وجوب الهجرة إلى دار الإسلام"، و"رسالة الأمير عبد القادر الجزائري: حسام الدين لقطع شُبَه المرتدِّين". وغيرها من المواضيع المهمَّة المتصلة بالأمير عبد القادر.
جمع مكتبة فيها زُهاء 1500 مجلد، قرأ معظمَها قراءة كاملة، حتى المراجعُ الكبيرة مثل "سير أعلام النبلاء" للحافظ الذهبي أتى على معظمها.

## كتبه وآثاره

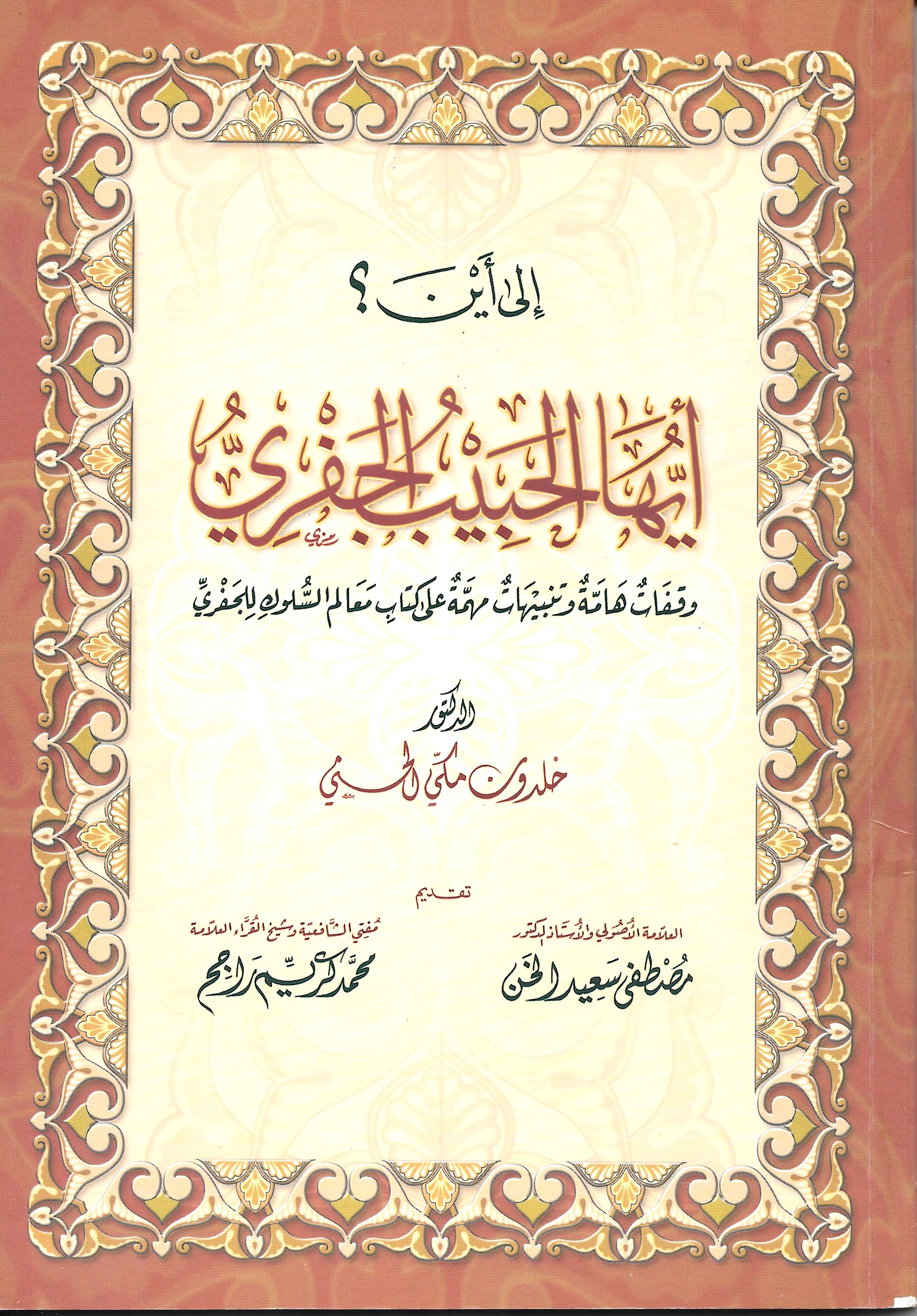

صنَّف عددًا من الكتب، وأعدَّ قرابة خمسين بحثًا ورسالة علميَّة، كثير منها في النقد العلمي.

### كتبه
- (إلى أين أيها الحبيب الجفري؟) قدَّم له وقرَّظه شيخ القرَّاء كرِّيم راجح، والعالم الأصولي الدكتور مصطفى الخن، دار البيِّنة للطباعة والنشر بدمشق، ط2، 1428هـ/ 2007م.[13] وهو في الردِّ على الشيخ الحبيب علي الجفري وبيان أخطائه العلمية.
- (البارق السَّنِي من حياة مكي الحَسَنِي) دار البينة للطباعة والنشر بدمشق، 1430هـ/ 2009م. وهو في سيرة أبيه.
- (رجال من الأسرة الإدريسيَّة الزكية والعِترَة الحسنيَّة الشريفة) مخطوط.[10]
- (الدِّفاع عن الأمير عبد القادر الجزائري وتفنيد الأباطيل الشائعة عنه) مخطوط.

### بحوثه
- ردُّ قصة مدِّ اليد الشريفة وتقبيل أحمد الرفاعي لها.
- الرد على كتاب "الجهاد في الإسلام، كيف نفهمه؟ وكيف نمارسه؟" للدكتور محمد سعيد رمضان البوطي.
- الردُّ العلمي على الدكتور البوطي في فتواه بجواز مشاهدة الأفلام الإباحية لمن يعاني عجزًا جنسيًّا.
- التجلية في حُكم الجلوس للتعزية.

## صفاته
- قال عنه الشيخ د. مصطفى الخن: «إن دماثة الكاتب خلدون الحسني وحُسنَ خلقه، لم تقف حاجزًا له عن الصَّدع بالحقِّ.. ثم إن نشأته العلمية وتلقِّيه العلمَ عن أكابر العلماء، واستشارته إياهم فيما يعترضُه، مع ما وهبَه الله من جُرأة في الحقِّ وغَيرة على شرع الله وسنَّة نبيِّه صلى الله عليه وسلم، إضافة إلى أنه سليل بيت النبوَّة، وحفيد أمير المجاهدين الأمير عبد القادر الجزائري.. كلُّ ذلك جعله أهلًا ليكون من النَّصَحة لله ورسوله ولأئمَّة المسلمين وعامَّتهم».[14]
- أثنى عليه الشيخ كريِّم راجح بقوله: «هو فقيه مالكي جيِّد، مطَّلع على كتب المالكية، ومستحضِر للأحكام الفقهية فيها، ثم تفقَّه بعد ذلك وأطال النظر في مذهب الشافعي عليه رحمة الله، ثم له اطِّلاع جيد جدًّا على علم الحديث ورجاله وأسانيده، وهو جامع للقراءات العشر. ثم هو لا يكاد يقرأ المسألة إلا ويعود للأدلَّة؛ ذلك أنه مستمسك بالدليل، ولا يرى حُكمًا إلا ودليله معه».[15]
- وصفه صديقه الكاتب أيمن أحمد ذو الغنى قائلًا: «عرَفتُ الأخ الكريم الدكتور خلدون باحثًا جادًّا خبيرًا في الأنساب عمومًا وأنساب آل البيت خصوصًا. ومتخصِّصًا في تاريخ جدِّه الأمير عبد القادر الجزائري وسيرته، وعلى دراية واسعة به. وهو ذو شخصيَّة علمية بصيرة، رائِدُه الحق والدليل، لا يتعصَّب لمذهب، ولا يقلِّد إمامًا تقليدًا أعمى، ولا يخرج عن المذاهب الأربعة. متَّبع للسنَّة، ومعنيٌّ بدراسة الحديث النبويِّ الشريف، ويتجنَّب الخوضَ في علم الكلام ويُعرض عن كتبه وبحوثه. متَّقد الذكاء، سريع البديهة، خفيف الظل، حاضر النكتة، مع حدَّة محمودة في الطبع، صريح واضح في أقواله وأفعاله، لا يُداهن ولا يُصانع وأبغضُ الناس إليه ذو الوجهَين».[7]
- كتب عنه الدكتور عبد الجواد حمام: «الدكتور خلدون طبيب فاضل، تطبَّبت عنده وزرته في بيته، فكان طيبًا كريمًا دمِثًا. كتب لي وصفةَ الدواء باللغة العربية بخطٍّ عربي جميل. هو طبيب أسنان جامع للقراءات، وفقيه من المتمكِّنين في اللغة وغيرها. كان له دور بارز في بدايات الثورة بسورية، وكان من المقرَّبين من شيخ القراء الشيخ كريِّم راجح، وممَّن حرَّكوا الشارع في جامع الحسن بالميدان بدمشق في المظاهرات الأولى. اعتُقل منذ عام 2012  وكان في النفس بقيَّة أمل أن يخرج حيًّا، لكن قدَّر الله أن يصطفيَه شهيدًا مظلومًا، ولم يشفع له أنه من نسل الأمير عبد القادر الجزائري، ولا أن والده عالم فيزياء نووي وعضو مجمع اللغة العربية في دمشق. كانت عيادته في حيِّ الميدان في دمشق، وكم أتحسَّر أني لم أصوِّر وصفته التي كتبها لي بخطِّه الأنيق لتبقى ذكرى من يده».[16]

## أسرته
تزوَّج بسمة بنت المهندس محمد عماد الدين الروَّاس المدَني، وله منها ابنان وخمس بنات: عبد الله، ومكي، وفاطمة، وصَفية، وزينب، وميمونة، وسُمية.

## اعتقاله

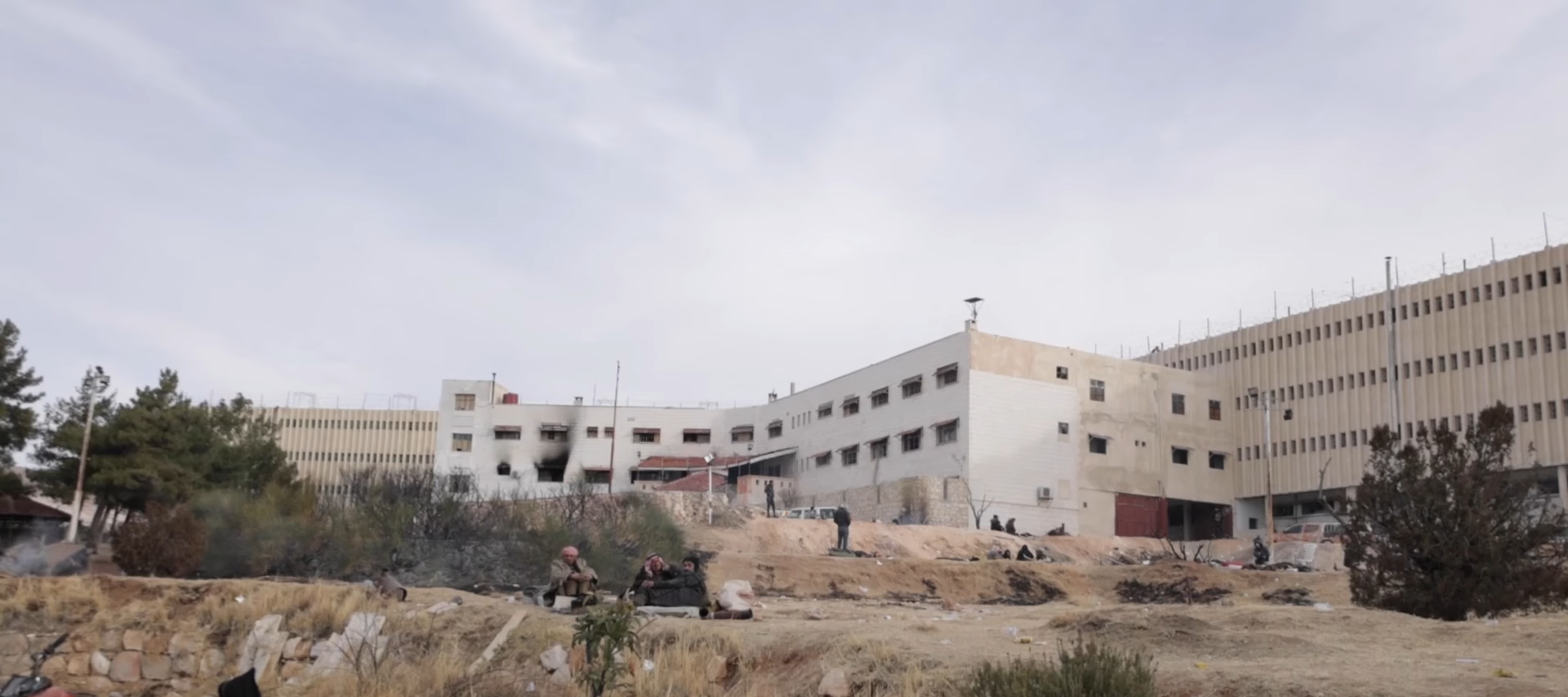
سجن صيدنايا المشهور بالمسلخ البشري

اعتقله النظام السوري بتاريخ 26 أغسطس (آب) 2008 بسبب كتابه "إلى أين أيها الحبيب الجفري" وحُجزت مكتبته الشخصية، وحاسوبه وأوراقه. واستنكرت اللجنة السورية لحقوق الإنسان اعتقاله، وطالبت بالإفراج الفوري عنه، ورفع كلِّ العوائق دون التعبير عن الرأي، وقد أُفرج عنه بعد شهر تقريبًا. ثم في أحداث الثورة السورية اعتُقل مرَّة أُخرى في منتصف عام 2012، وناشدت أسرتُه الرئيسَ الجزائري عبد العزيز بوتفليقة أن يسعى لدى السُّلطات السورية في الإفراج عنه، بعد أن أُشيعَ خبرُ صدور حُكم بإعدامه من المحكمة العسكرية بدمشق. ودعَت المنظماتُ الحقوقية الجزائرية، ومن أبرزها الحركة الحقوقية الجزائرية، والرابطة الجزائرية لحقوق الإنسان، والرابطة الجزائرية للدفاع عن حقوق الإنسان، التي كان يرأسها حينئذ مصطفى بوشاشي، دعَت في رسالة إلى رئاسة الجمهورية، إلى التدخُّل لإنقاذ حفيد الأمير عبد القادر الجزائري، ولكن لم تلقَ مناشدتُهم استجابة. وبقي الدكتور خلدون مغيَّبًا في معتقلات النظام ولا يُدرى مصيرُه.

#### بيان مؤسسة عدالة
أصدرت مؤسسة عدالة لحقوق الإنسان (Justice for human rights) بيانًا في شهر أغسطس 2012 جاء فيه:
تلقينا ببالغ القلق تسريبات عن الحكم بالإعدام على الدكتور خلدون الحسني الجزائري حفيد الأمير عبد القادر الجزائري، وقد تم اعتقاله في ظروف غامضة ودون سبب قانوني واضح ، وحُكم عليه بالإعدام في ظروف محاكمة غير عادلة وغير قانونية، وعُرف عن الدكتور خلدون انتقاداته اللاذعة للجرائم المرتكَبة من قِبَل النظام الذي أثيرت حَفيظتُه ضد الدكتور ممَّا أدى إلى فبركة التهم ضده. وإننا في منظمة عدالة لحقوق الإنسان إذ ندين الحكم الصادر بحقِّ الدكتور خلدون الجزائري، نطالب السلطات السورية بالتوقف فورًا عن إصدار الأحكام الانتقامية بحقِّ معارضيه، وإعادة محاكمة الدكتور خلدون الجزائري. ونطالب المجتمع الدولي بهيئاته القانونية والقضائية والحقوقية للتدخل، ومنع تنفيذ هذا الحُكم الجائر بحقِّ الدكتور الجزائري، ونحمِّل النظام السوري مسؤوليةَ سلامته وسلامة كافة المعتقلين. إن حماية حقوق الآخرين هي أنبل وأجمل هدف إنساني.

## وفاته

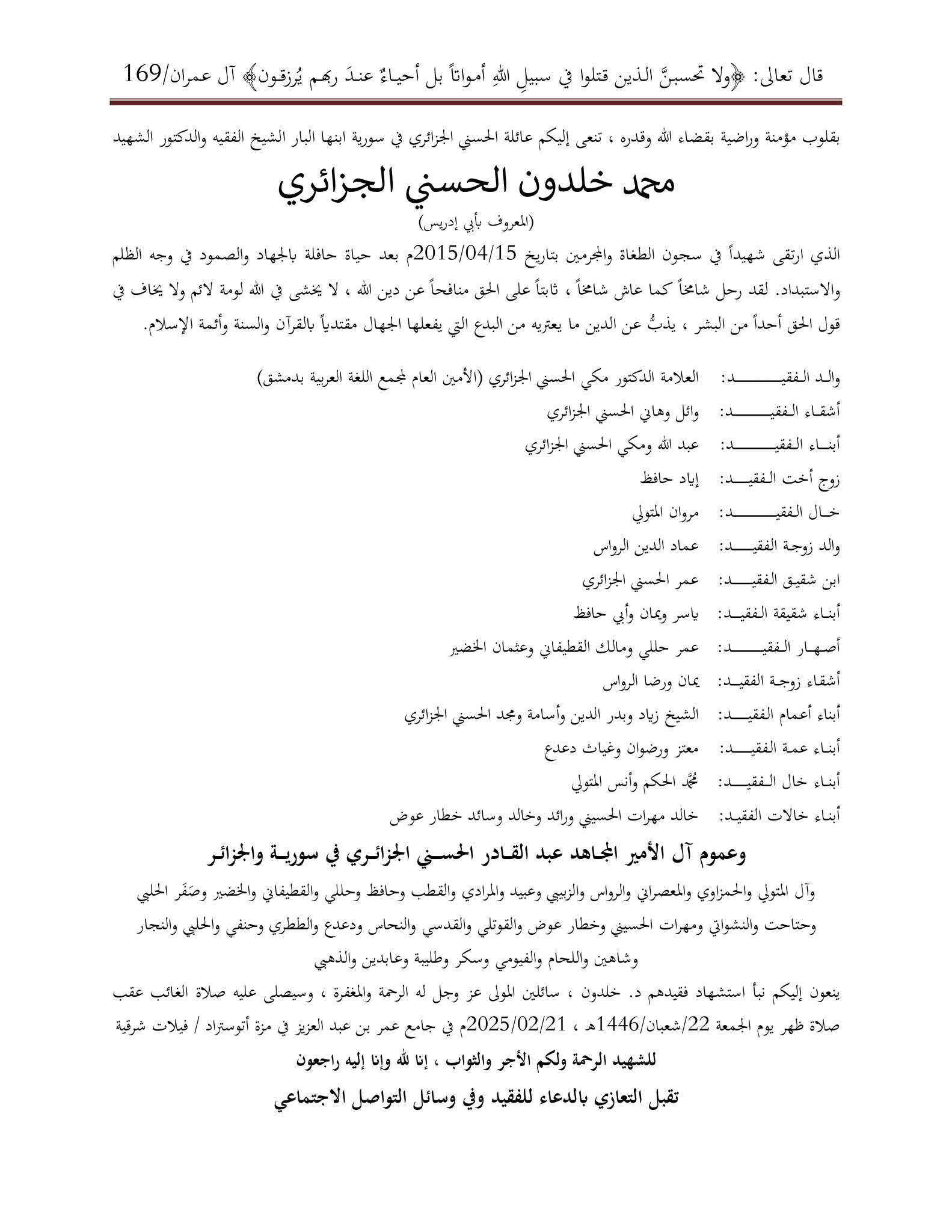
ورقة نعي خلدون الحسني

بعد سقوط نظام بشار الأسد بتاريخ 8 ديسمبر (كانون الأول) 2024، وتحرير المعتقلين من سجون النظام، لم يظهر له أثر، وكشفت إحدى وثائق السجلِّ المدني أنه توفّي في سجن صيدنايا بتاريخ يوم الأربعاء 26 جُمادى الآخرة 1436هـ الموافق 15 أبريل (نَيْسان) 2015م، ضمن قوائم الأطبَّاء المتوفَّين فيه.
بتاريخ 14 يناير (كانون الثاني) 2025، بعد قرابة 35 يومًا من فتح جميع السجون السورية، أصدرت أسرته مناشدة، للمحرَّرين من سجون الأسد، وللهيئات والمنظمات الحقوقية، ولكل من لديه معلومة موثوقة عن مصير الدكتور خلدون الحسني، وذلك أنه بلغهم من بعض من خرج من السجن عام 2019 أنه كان حيًّا في ذلك التاريخ. وليست لديهم ثقة بوثيقة الوفاة التي أصدرها له النظام السوري السابق.
وأكدت مؤسسة الأمير عبد القادر الوطنية الجزائرية وفاته في سجن صيدنايا، وأضافت أن أرشيف السجن كشف أنه أُعدم في عام 2015، وكان اعتُقل في عام 2012.
وفي يوم الجمعة 22 شعبان 1446هـ الموافق 21 فبراير (شُباط) 2025، أقامت أسرته صلاة الغائب عنه، في جامع عمر بن عبد العزيز بحيِّ المِزَّة بدمشق، الذي يخطب فيه ابن عمِّه الشيخ محمد زياد الحسني الجزائري، عقب صلاة الجمعة.

## الملاحظات
1. ↑  لقب (الأمير) هو لقب شرفي غير رسمي لزمَ ذرِّية الأمير عبد القادر الجزائري.

## وصلات خارجية
- مداخلة د. خلدون المكي الحسني حول الأمير عبد القادر
- الدكتور خلدون يتحدث عن مؤلفات جدِّه الأمير عبد القادر
- حفيد الأمير "عبد القادر الجزائري" معتقل في سجون الأسد
- الشيخ الطبيب الأمير محمد خلدون الحسني الجزائري في سجون النظام السوري
- من هم أحفاد الأمير عبد القادر الجزاىٔري الأحياء منهم والأموات
- رد الشبهات المثارة حول الأمير عبد القادر الجزائري - قسم الأمير عبد القادر الجزاىٔري بمنتديات الجلفة